# Aganosma
Aganosma é um género botânico pertencente à família Apocynaceae.

## Espécies
- Aganosma acuminata G.Don
- Aganosma affinis G.Don
- Aganosma apoensis Elmer
- Aganosma blumei A.DC.
- Aganosma breviloba Kerr